# Yátova
Yátova község Spanyolországban, Valencia tartományban. Yátova Alborache, Buñol, Dos Aguas, Macastre, Cortes de Pallás és Requena községekkel határos. Lakosainak száma 2242 fő (2024).

## Népesség
A település népessége az utóbbi években az alábbiak szerint változott:
| Lakosok száma | 2002 | 1982 | 2123 | 2199 | 2136 | 2136 | 2080 | 2067 | 2169 | 2242 |
|               | 2001 | 2004 | 2007 | 2009 | 2012 | 2014 | 2017 | 2019 | 2022 | 2024 |